# 1er régiment de chasseurs parachutistes

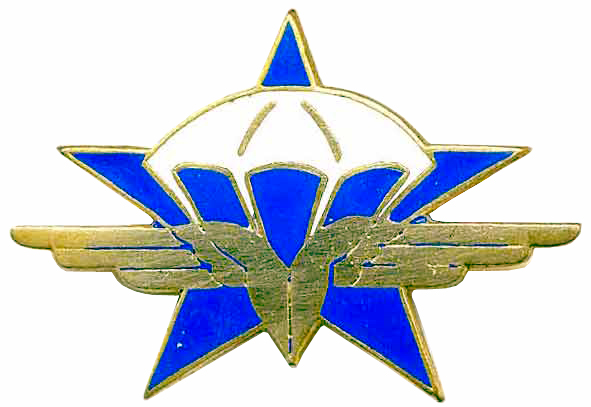
Verbandsabzeichen des 1er RCP

Das 1er régiment de chasseurs parachutistes (deutsch 1. Fallschirmjägerregiment) ist das älteste und traditionsreichste Fallschirmjägerregiment des französischen Heeres und besteht seit 1943.

## Geschichte
Der Verband wurde auf Seiten der Forces françaises libres 1943 in Marokko aufgestellt und kam am Brückenkopf Elsass und den Kampfhandlungen in den Vogesen zum Einsatz.
Das Regiment nahm am Indochinakrieg und am Algerienkrieg teil. Währenddessen war das Regiment am Putschversuch des Militärs gegen den damaligen Staatspräsidenten Charles de Gaulle in Algerien beteiligt. Es wurde jedoch nicht wie das 1. REP aufgelöst.
1983 kamen 53 Soldaten beim Anschlag auf die Friedenstruppen in Beirut während des Libanesischen Bürgerkriegs ums Leben. Soldaten des Verbandes waren im Tschad, Haiti, der Elfenbeinküste und in Afghanistan im Einsatz.
Im Jahre 1999 wurde das aufgelöste 9e régiment d’Infanterie eingegliedert.
Der Verband ist derzeit Teil der 11. Luftlandebrigade (11e brigade de parachutiste).

## Trivia
Neben der üblichen Ausstattung erprobt das Regiment (Stand: Juni 2021) auch unter der Bezeichnung Vélo Tout Terrain à Assistance Electrique (VTTAE) eingeführte Elektro-Fahrräder.

## Bekannte Angehörige
- Paul Aussaresses, mutmaßlicher Kriegsverbrecher, ehemaliger Kommandeur der Einheit
- Jacques Faure, Regimentskommandeur 1944–1945, später Général de Brigade